# 萨达尔·瓦拉巴伊·帕特尔国际机场
萨达尔·瓦拉巴伊·帕特尔国际机场（英語：Sardar Vallabhbhai Patel International Airport），又称艾哈迈达巴德机场（Ahmedabad Airport）是印度共和国古吉拉特邦的艾哈迈达巴德和甘地讷格尔两市服务的国际机场，以在该邦出生的印度独立运动领袖萨达尔·瓦拉巴伊·帕特尔命名。
该机场是古吉拉特邦最大和最繁忙的机场，也是印度国内第7繁忙的机场。因机场拥堵，且难以扩张，印度政府决定新建多莱拉国际机场。

## 历史

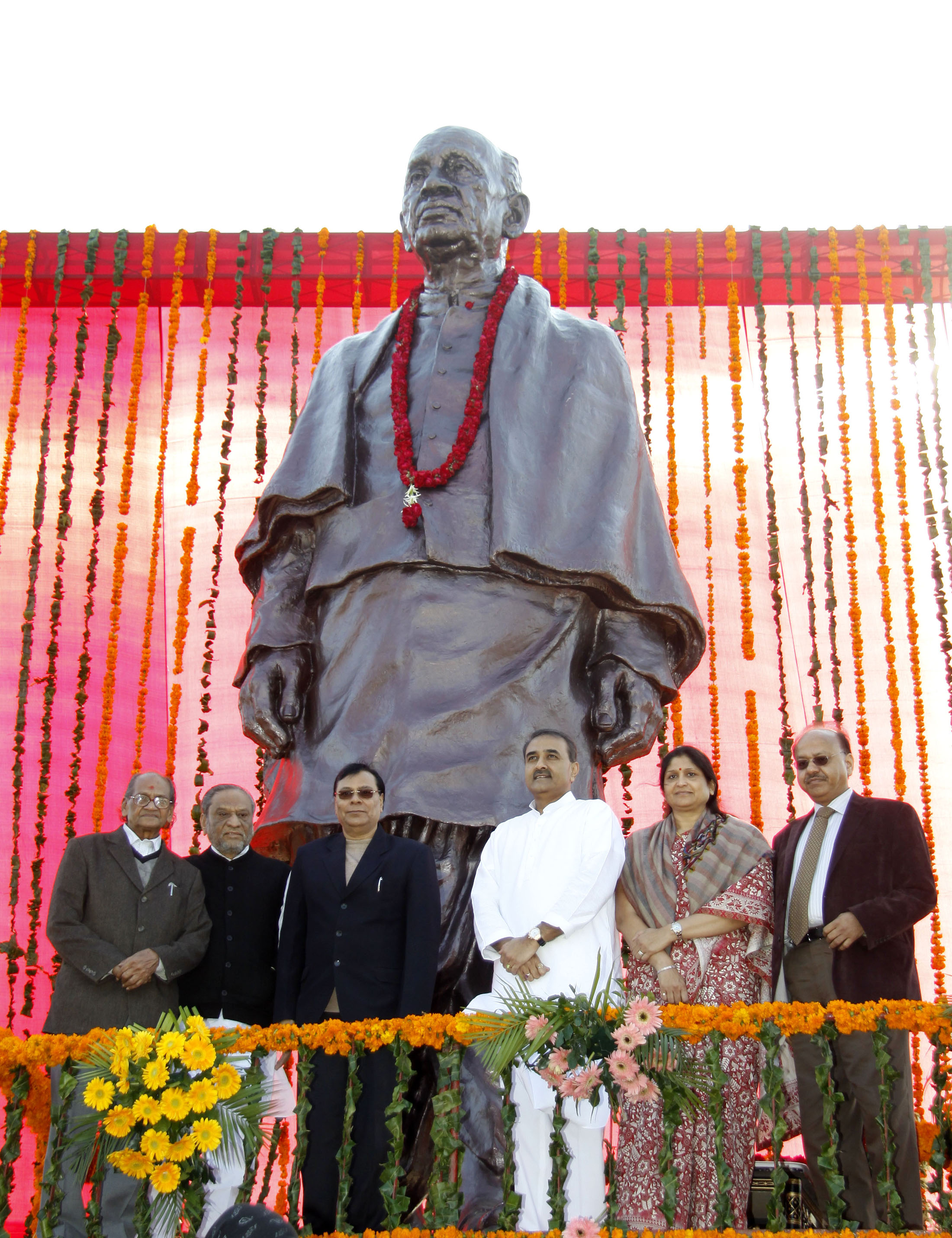
2011年在机场内落成的萨达尔·帕特尔雕像。

该机场于1937年设立，而国际航班服务始于1991年1月26日。它于2000年5月23日被归类为国际机场。
2004年3月，印度航空开始使用波音747开辟前往伦敦希思罗机场的航班，为英国庞大的古吉拉特裔社群提供航空服务。该航线于2008年10月终止。随后在次年6月，印度航空开通了前往法兰克福的航班，同样使用波音747飞行。该航线持续至2010年11月。
2010年，第二航站楼启用于国际旅客，同时在机场揭幕了一尊高18英尺（5.5）的萨达尔·瓦拉巴伊·帕特尔雕像。
2016年8月，印度航空使用波音787梦想客机恢复前往希思罗机场的直飞航班，其中一周内每四个班机中的三个将会飞往纽瓦克自由国际机场。2017年3月，该机场启用了一个装机容量为700 kWp的太阳能板。2018年11月，印度航空停止了伦敦－纽瓦克的航线。
2018年11月，中央政府批准了印度机场管理局（AAI）提出将六个机场招标运营的提案，其中包括帕特尔机场。次月，AAI启动了国际竞争性招标程序，为这六个机场授予私人公司运营、管理和开发（OMD）合同。此次招标共有七家公司参与，包括阿达尼企业有限公司、总部位于澳大利亚悉尼的AMP Capital Investors（英国）有限公司、Autostrade、GMR机场有限公司、I Investments Ltd、PNC基础设施有限公司以及Sanna Enterprises。
阿达尼集团赢得了投标。在阿达尼企业有限公司（AEL）被选为“中标者”后，AEL根据招标文件的条款，并依照《2013年公司法》，推动设立了特别目的公司（SPV）——艾哈迈达巴德国际机场有限公司（AIAL），作为特许经营方。2020年2月14日，AIAL与印度机场管理局（AAI）签署了特许经营协议，从AAI手中获得了对该机场运营、管理与开发权。

## 事件

### 印度人航空113號班機空難
印度人航空113號班機從印度孟買飛往艾哈邁達巴德，於1988年10月19日在艾哈邁達巴德機場的最後進場中墜毀，機上135名乘客和機組人員中有133人遇難。

### 印度航空171号班机空难
2025年6月12日，印度航空171號班机（波音787-8客機）在從艾哈邁達巴德飛往倫敦蓋特威克機場的途中，於起飛後不足1分鐘，便在梅加尼納加爾的一間醫學院學生宿舍墜毀。機上232名乘客和12名機組人員當中，只有1名坐在11A座位的印度裔英国籍乘客奇蹟生還。